# 오촌 (아이치현)
오촌(大村)은 아이치현 호이군에 설치되었던 촌이다. 현재의 도요하시시에 해당한다.